# Alec Marsh
Alec Marsh (Milwaukee, Wisconsin, 14 de mayo de 1998) es un jugador profesional estadounidense de béisbol que se desempeña en la posición de lanzador en Kansas City Royals, equipo de las Grandes Ligas de Béisbol (MLB).

## Carrera
Fue seleccionado en la segunda ronda en el Draft de la MLB de 2019. En 2023 hizo su debut profesional con el equipo Kansas City Royals, donde lleva jugando una temporada.